# Álftafjarðargöng
Koordinaten: 66° 1′ 26,8″ N, 23° 0′ 11,2″ W
Die Álftafjarðargöng sind ein geplanter Straßentunnel in den Westfjorden von Island.
Er soll die Verkehrsverbindung von Ísafjörður nach Osten in den Álftafjörður mit dem Ort Súðavík verbessern.
Der Tunnel im Verlauf des Djúpvegurs  lösen die Arnarnessgöng ab.
Das ist der älteste Tunnel des Landes.
In der Tunnelplanung aus dem Jahr 2000 sah man einen 2700 m langen Tunnel vom Arnardalur zum Álftafjörður vor.
Jetzt sind vier verschiedene, längere Varianten direkt aus dem Skutulsfjörður vorgeschlagen, die die Fahrstrecke erheblich kürzen.
Im Juli 2018 begannen die Voruntersuchungen.

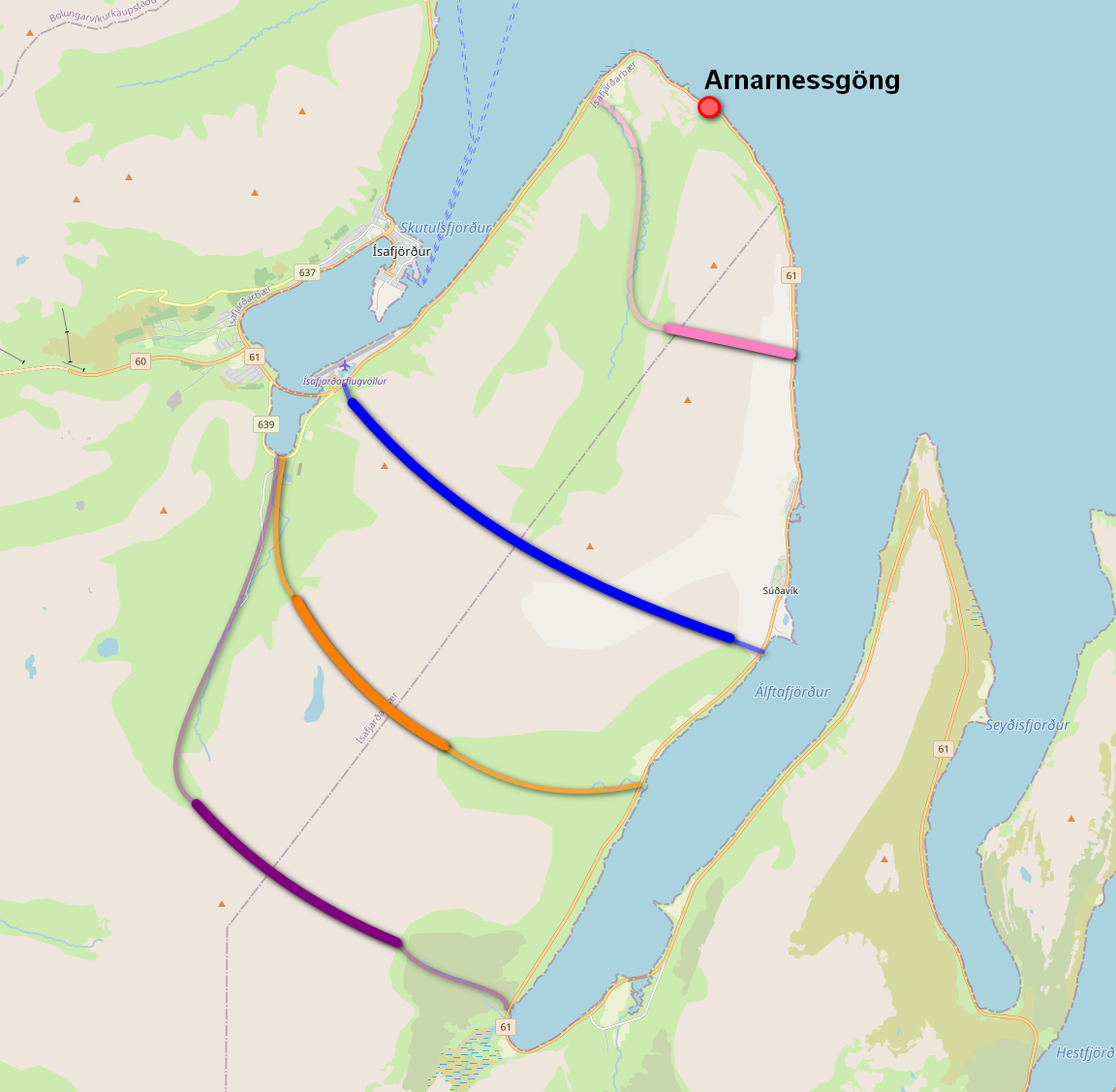
Mögliche Verläufe